# リンカーン・ノーチラス
リンカーン・MKX (Lincoln MKX エムケイエックスまたはマーク・エックス) は、アメリカのフォード・モーターが同社の高級車部門にあたるリンカーン・ブランドで製造・販売している中型高級クロスオーバーSUV（CUV）である。
2019年のマイナーチェンジの際にリンカーン・ノーチラス（Lincoln Nautilus）へと名称が変更された。

## 概要

### 初代 U388型（2006年 - 2015年）
2005年に生産中止されたアビエーターの後継として、2006年1月に開催された北米国際オートショーにて発表。同年12月に発売された。
前身のアビエーターがボディオンフレームシャシーの古典的なSUVだったのに対し、MKXではユニボディ構造のクロスオーバーSUVに生まれ変わっている。プラットフォームはフォード・CD3プラットフォームを採用し、姉妹車のフォード・エッジとはボディシェルも共有する。ボディタイプは5ドアのみ。Vista Roofと呼ばれる大きな面積のグラスサンルーフを持つことが特徴である。
エンジンはDuratec 35と呼称される新開発の3.5 L V型6気筒DOHCを搭載。最高出力269ps（198kw）/6250rpm、最大トルク34.6kgm（339Nm）/4500rpmを発揮する。トランスミッションはGMと共同開発した6速フロアATのみが用意されている。
2010年1月には北米国際オートショーでフェイスリフトを受けた2011年モデルが発表された。エンジンは3.7 LのDuratec 37に換装され、最高出力309ps（227kw）/6500rpm、最大トルク38.7kgm（380Nm）/4000rpmを発揮する。
日本へはフォード・ジャパン・リミテッドにより2008年9月から正規輸入・販売が開始された。なお、日本仕様はナビゲーターと異なり、右側の死角確認用のサイドアンダーミラーの代わりに小型カメラを装着している。 

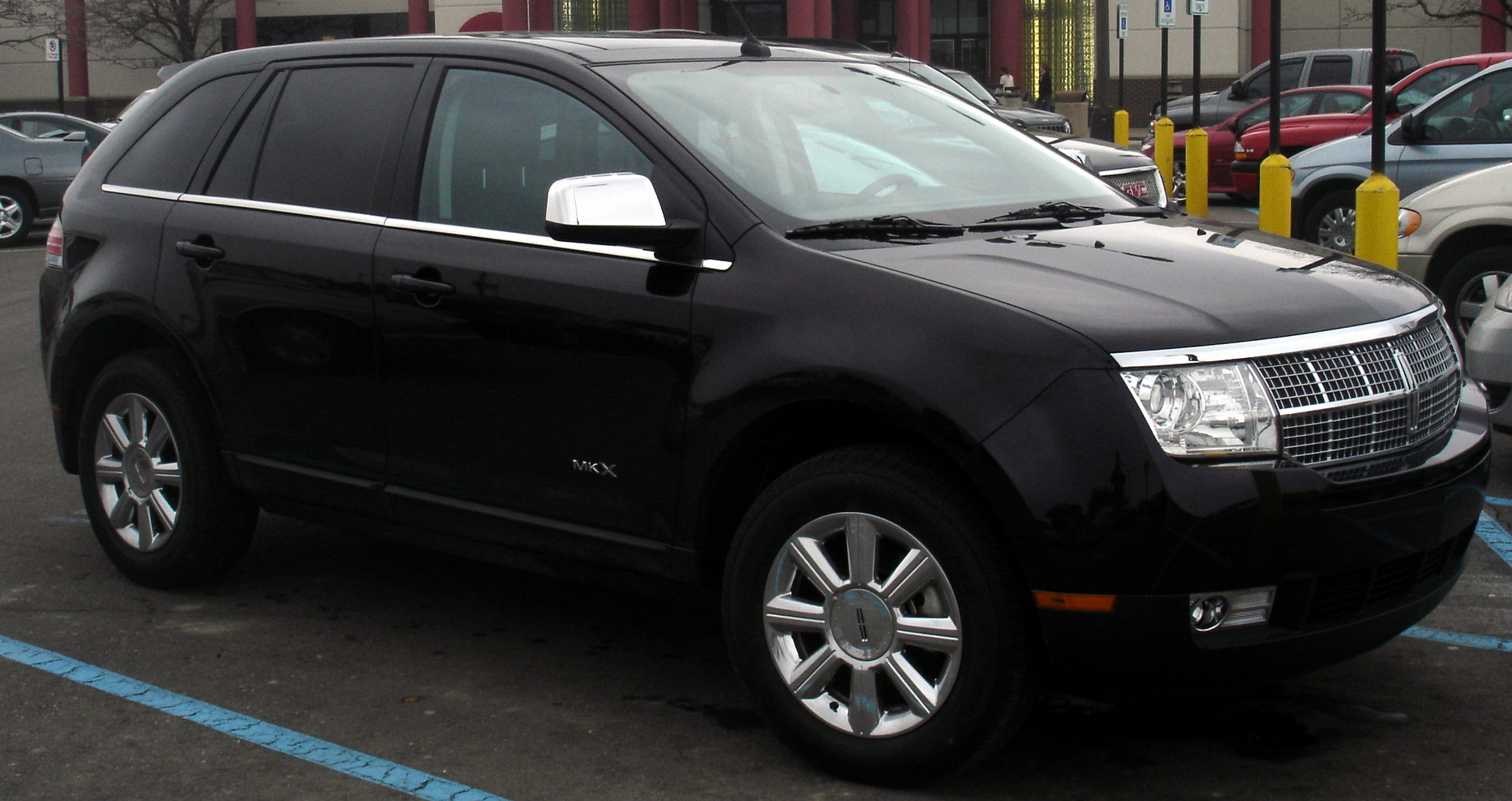
前期型（フロント）
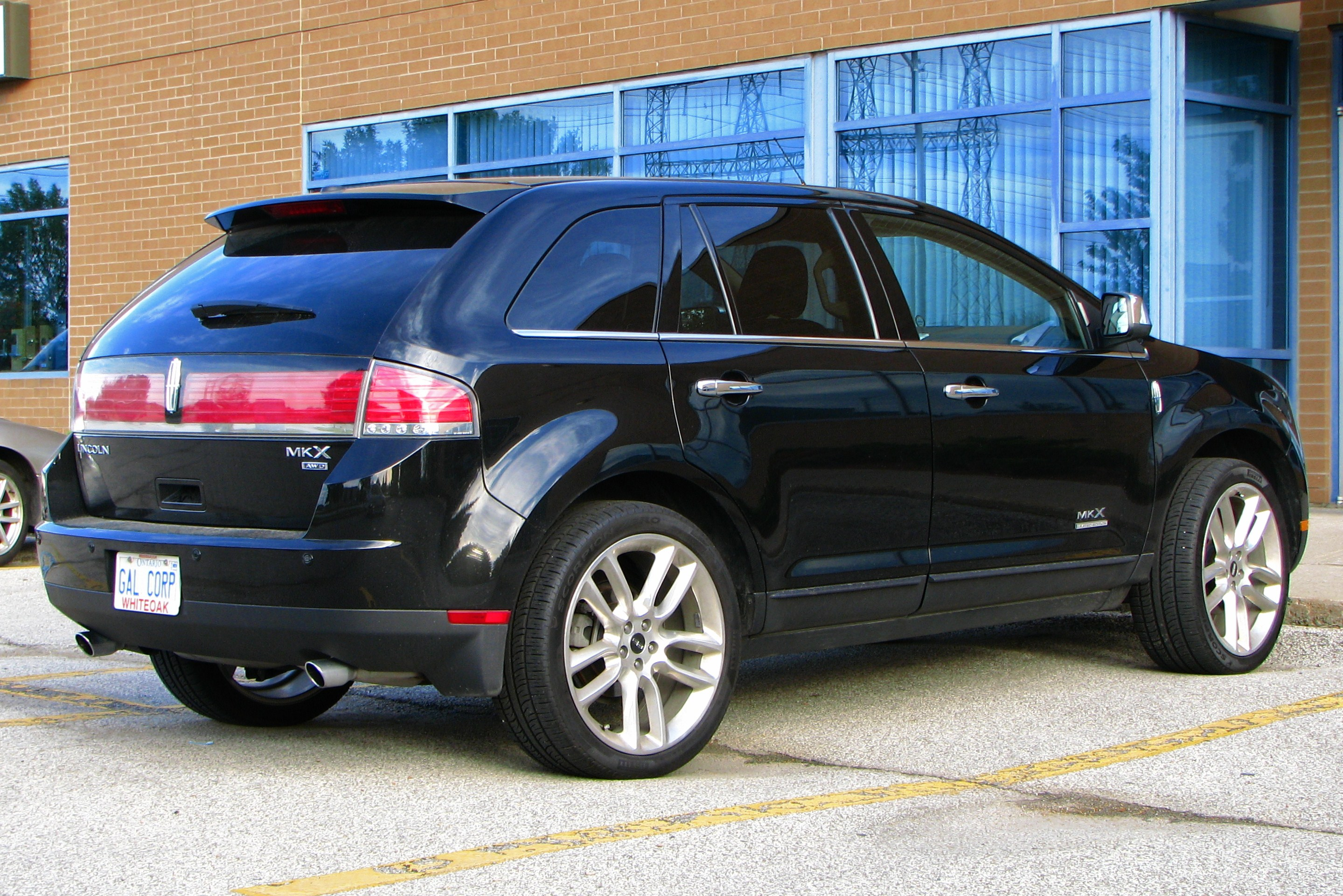
前期型（リア）

### 2代目 U540型（2015年 - 2023年）
2014年4月20日、北京モーターショーにてMKXコンセプトを出展。2015年1月13日の北米国際オートショーで新型MKXを発表した。同年4月20日には上海モーターショーで中国初公開された
エンジンは北米向けがV6 3.7L Ti-VCT NAおよびV6 2.7L「エコブースト」直噴ツインターボの2種類、中国向けはV6 2.7Lエコブーストと直4 2.0Lエコブーストの2種類となる。いずれも「セレクトシフト」6速ATと組み合わせられる。駆動方式はFWDとAWDの2種類。
MKXは360度カメラを装備する最初のリンカーン車となる。カメラはフロントグリルのリンカーンエンブレムの中に装備され、駐車支援などに使われる。また、ハーマン社の最高級ブランドであるRevelオーディオシステムも装備される。
2019年モデルより、マイナーチェンジを行うとともにノーチラス(Nautilus)へと改称された。

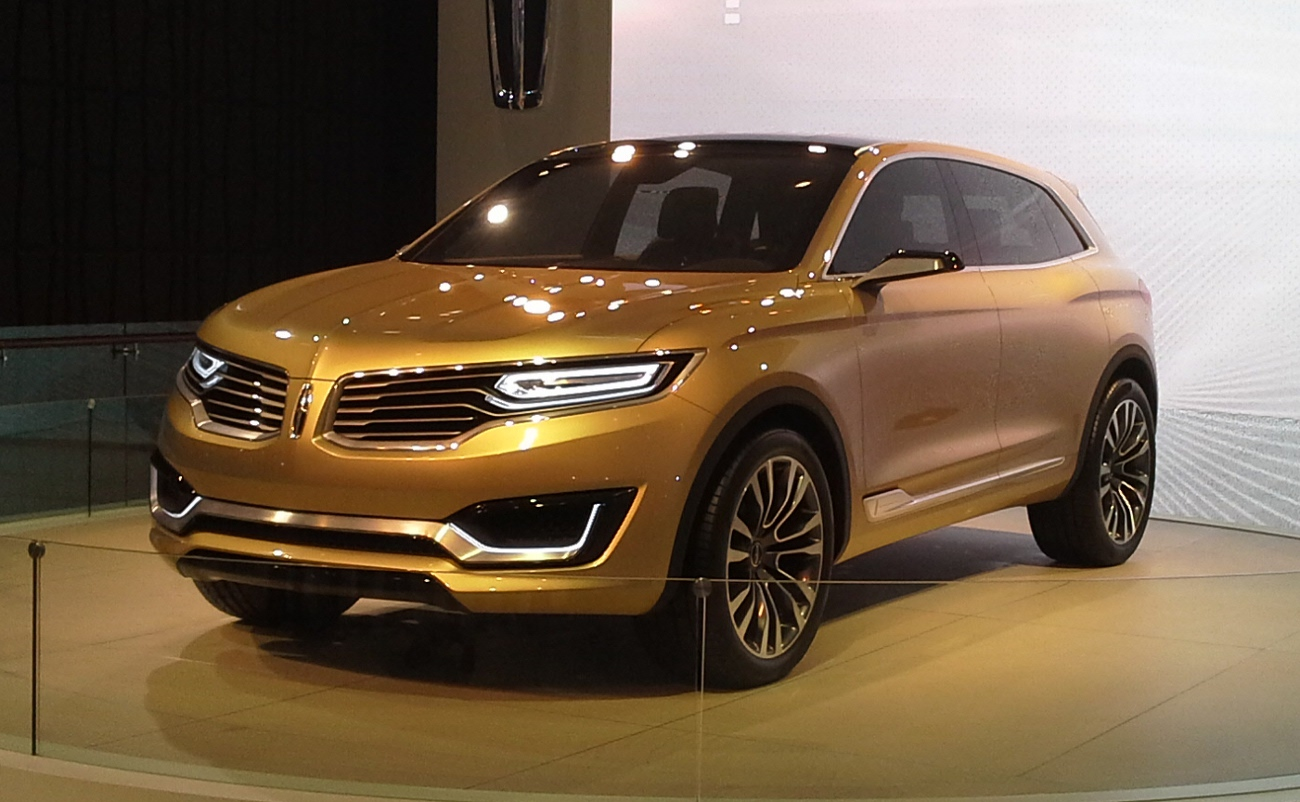
MKXコンセプト（フロント）
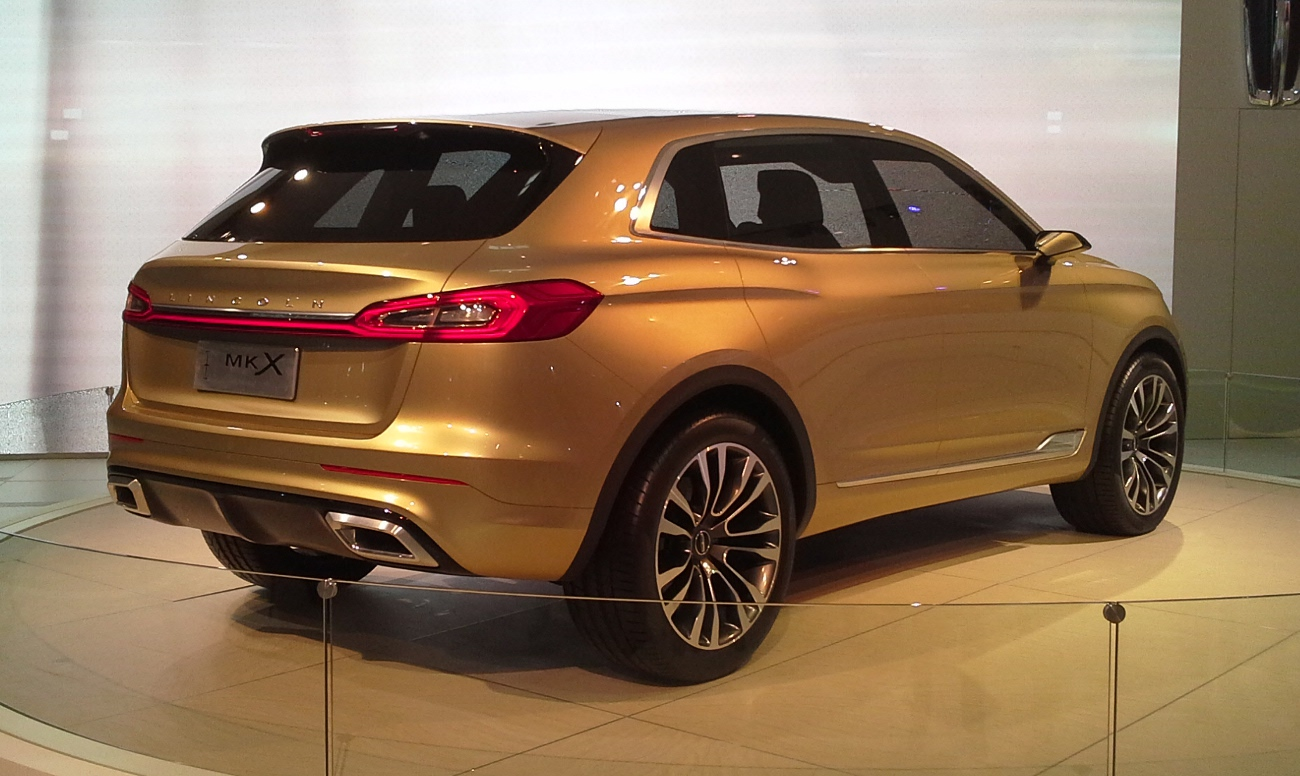
MKXコンセプト（リア）

## 名称について
- 元々MKXはアビエーターの名称で販売される予定であった。2004年の北米国際オートショーではデザインコンセプトモデルが「アビエーター･コンセプト」の名称で発表されている。しかしフォードによってリンカーンブランドの戦略変更がなされ、生産型の発表時にはMKXと改められた。本車種以降、ナビゲーターを除くリンカーン車は全てMKではじまるアルファベット3文字の車名に統一されたが、2016年に復活したコンチネンタル以降は順次従来のペットネーム方式に変更されており、MKXも2019年にノーチラスへ変更された。また本来MKXに付けられるはずであったアビエーターの名称は、2019年にデビューしたフォード・エクスプローラーのリンカーン版となる車種へ付与された。

- MKXは「エムケイエックス」と発音する。2006年1月の北米国際オートショーで発表された当時は「マークエックス」と呼称されていたが、7月に呼称を「エムケイエックス」へと改めた。

- 2004年にはLincoln Mark Xというフォード・サンダーバードをベースに開発された2シーターオープンコンセプトカーが発表されているが、こちらの呼称は「マークテン（Xはローマ数字の10を意味する）」である。